# Amyema pendula
Amyema pendula là một loài thực vật có hoa trong họ Loranthaceae. Loài này được (Sieber ex Spreng.) Tiegh. mô tả khoa học đầu tiên năm 1894.

## Hình ảnh

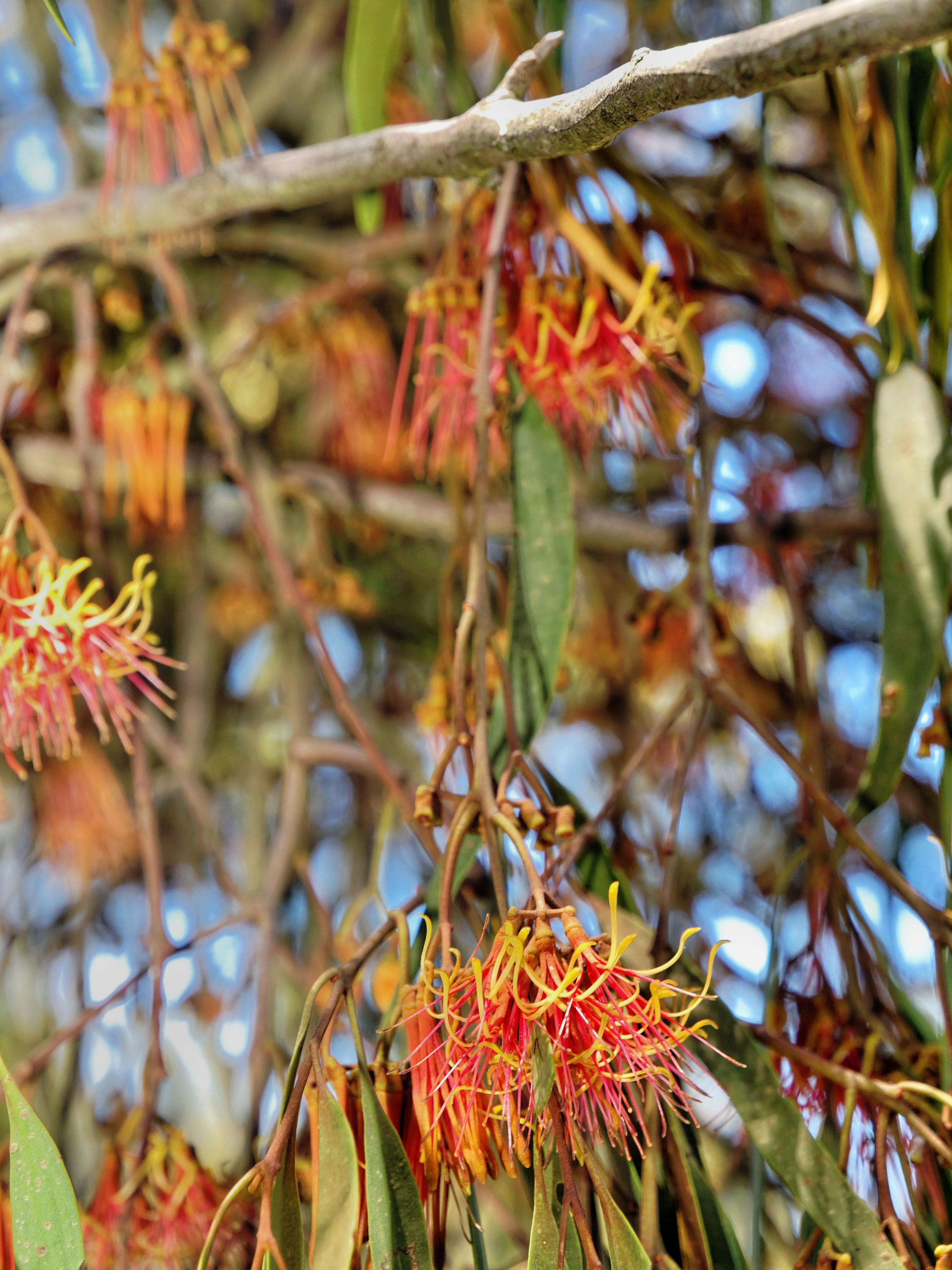
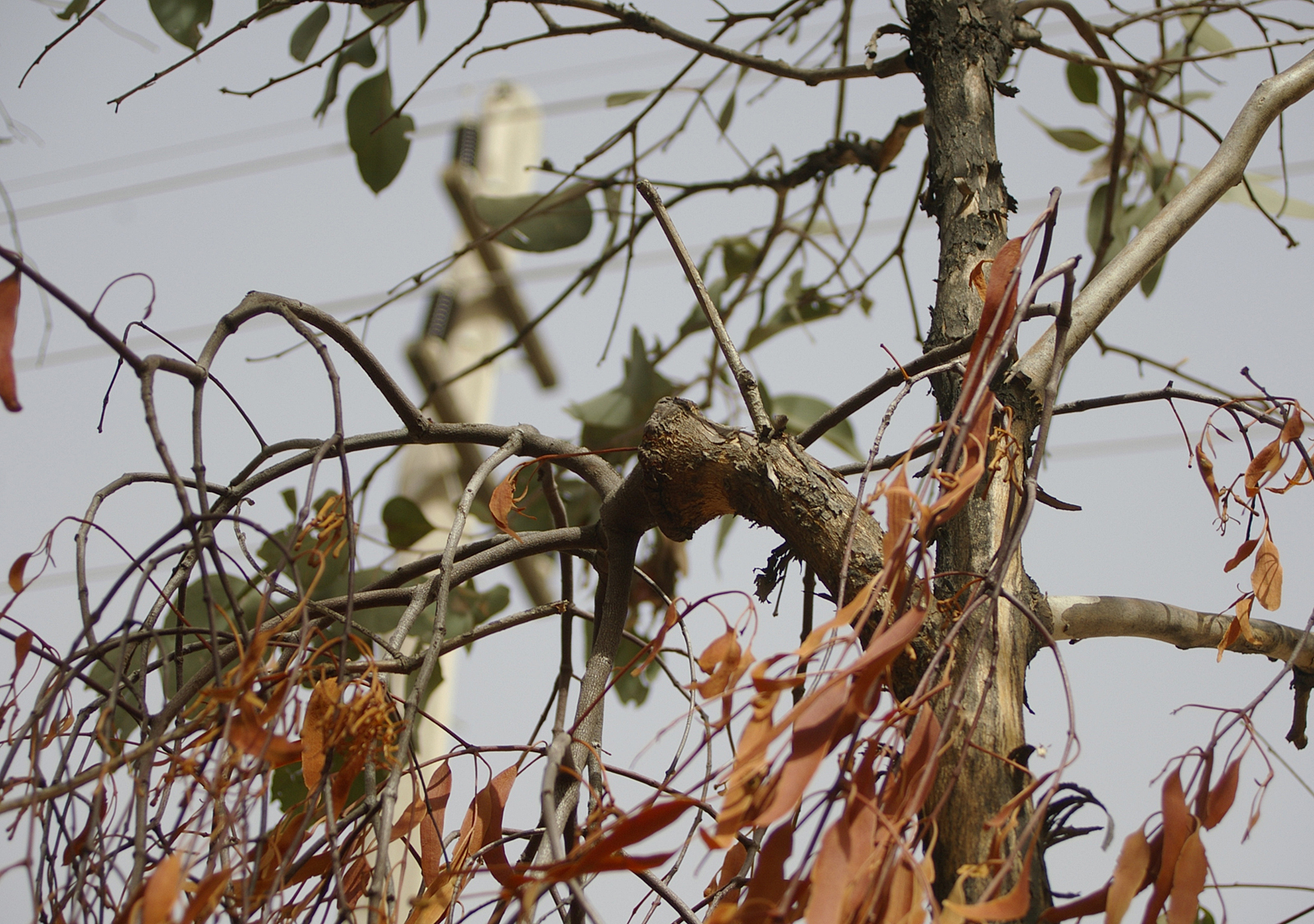
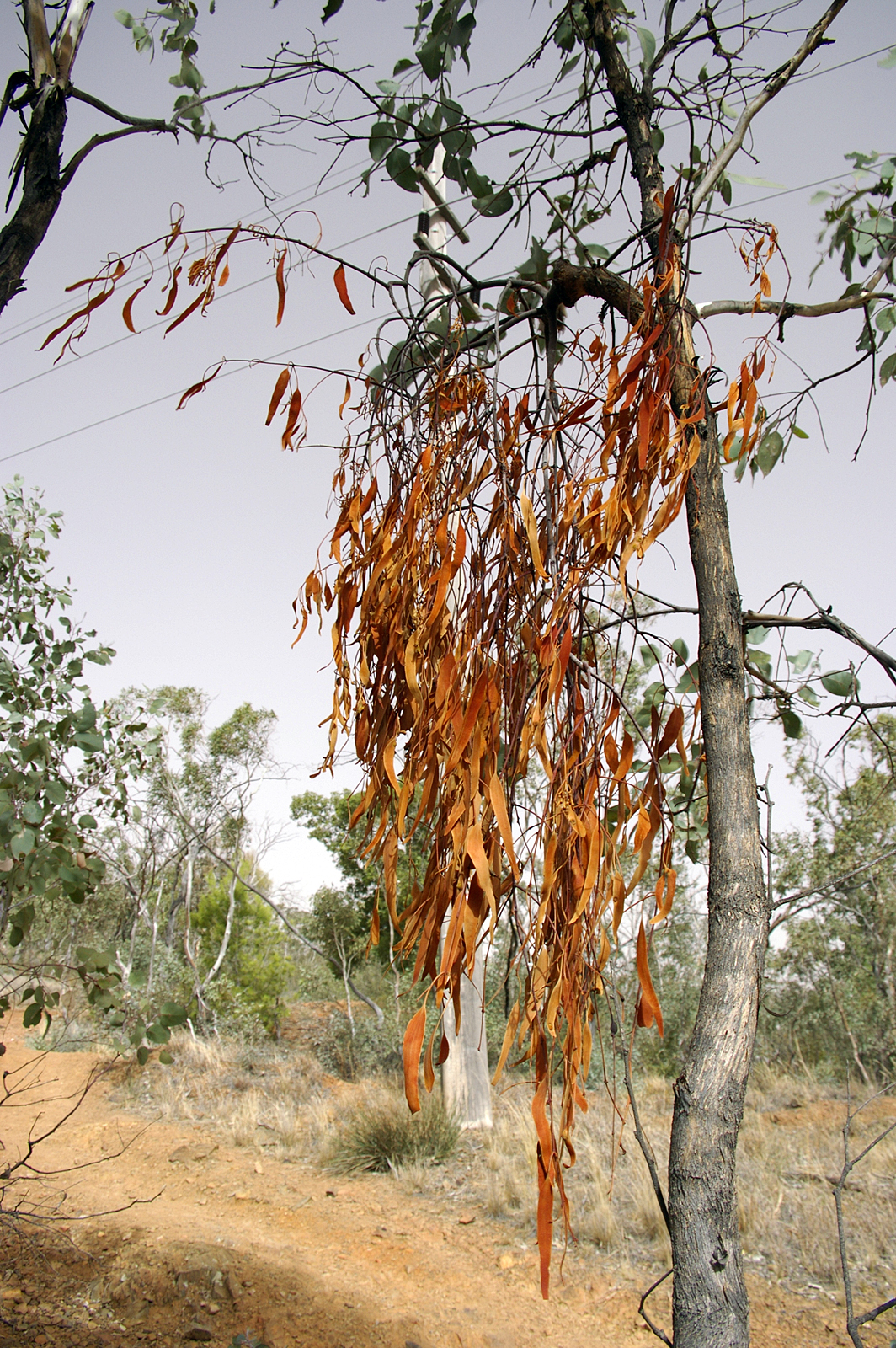